# جوستين لي
جوستين لي (بالإنجليزية: Justin Lee)‏ (5 يناير 1990 بروكفيل في الولايات المتحدة - ) هو لاعب كرة قدم أمريكي في مركز الدفاع. شارك مع منتخب غوام لكرة القدم.

## وصلات خارجية
- جوستين لي على موقع قاعدة بيانات كرة القدم.إي يو (الإنجليزية)
- جوستين لي على موقع ناشيونال فوتبول تيمز (الإنجليزية)
- جوستين لي على موقع Soccerway.com (الإنجليزية)
- جوستين لي على موقع عالم كرة القدم.نت (الإنجليزية)